# Vasconcellea microcarpa
Vasconcellea microcarpa là một loài thực vật có hoa trong họ Caricaceae. Loài này được (Jacq.) A.DC. miêu tả khoa học đầu tiên năm 1864.